# Торшеево
Торшеево — деревня в Устюженском районе Вологодской области.
Входит в состав Сошневского сельского поселения, с точки зрения административно-территориального деления — в Сошневский сельсовет.
Расстояние по автодороге до районного центра Устюжны — 5 км, до центра муниципального образования деревни Соболево — 5 км. Ближайшие населённые пункты — Александрово, Сошнево, Раменье.
Население по данным переписи 2002 года — 22 человека (11 мужчина, 11 женщина). Всё население — русские.